# بول جيساب (كاتب)
بول جيساب (بالإنجليزية: Paul Jessup)‏ (24 أغسطس 1977، جنيف في الولايات المتحدة)؛ روائي أمريكي.